# Donji Dragonožec
Donji Dragonožec is een plaats in de gemeente Zagreb in de Kroatische provincie Stad Zagreb. De plaats telt 525 inwoners (2001).